# Simon Kirch
Pour les articles homonymes, voir Kirch.
Simon Kirch (né le 26 septembre 1979 à Neuwied) est un athlète allemand, spécialiste du 400 mètres. Son club est le SV Saar 05 de Sarrebruck.

## Carrière
En 2007, Simon Kirch fait partie de l'équipe (composée également de Ingo Schultz, Florian Seitz et Bastian Swillims) qui remporte initialement le 4 × 400 mètres lors des Championnats d'Europe en salle. Mais le relais allemand est finalement disqualifié à la suite de la collision entre Bastian Swillims et le Russe Artem Sergeyenkov dans le dernier tour.

### Palmarès
| Date | Compétition                       | Lieu       | Résultat | Épreuve   | Performance   |
| ---- | --------------------------------- | ---------- | -------- | --------- | ------------- |
| 2001 | Championnats d'Europe espoirs     | Amsterdam  | 2e       | 4 × 400 m | 3 min 05 s 39 |
| 2005 | Coupe d'Europe des nations        | Florence   | 2e       | 400 m     | 45 s 86       |
| 2007 | Championnats d'Europe en salle    | Birmingham | DSQ      | 4 × 400 m | -             |
| 2007 | Championnats du monde             | Osaka      | 8e       | 4 × 400 m | 3 min 07 s 40 |
| 2009 | Championnats d'Europe par équipes | Leiria     | 2e       | 4 × 400 m | 3 min 02 s 30 |

## Meilleurs temps
- 60 m en salle : 6 s 85 	 	1er 		Luxembourg	20 Jan 2007
- 100 m :	10 s 59 	 +0.1 	 		Kandel	12 Aug 2006
- 200 m :	21 s 00 	 0.0 	1err1 		Forbach 29 mai 2005
- 400 m :	45 s 80 	 1erh1 	NC	Wattenscheid	2 Jul 2005